# La Fille de la nuit
 (mars 2017).
Si vous disposez d'ouvrages ou d'articles de référence ou si vous connaissez des sites web de qualité traitant du thème abordé ici, merci de compléter l'article en donnant les références utiles à sa vérifiabilité et en les liant à la section « Notes et références ».
La Fille de la nuit est un roman policier français de Serge Brussolo paru à la Librairie des Champs-Élysées en 1996.

## Résumé
Une jeune femme, identifiée par la police sous le nom de Jane Doe, est devenue amnésique à la suite d'une blessure par balle.

## Particularités du roman
En anglais, John Doe (version féminine : Jane Doe) est une expression utilisée pour désigner une personne non-identifiée. Ainsi, un blessé inconscient et n'ayant pas de papiers sur lui est inscrit sous le nom de « John Doe » (ou de « Jane Doe » pour une femme) par l'hôpital.

## Éditions
- Librairie des Champs-Élysées, 1996  (ISBN 2-7024-7842-5)
- LGF, coll. « Le Livre de poche » no 17007, 1997  (ISBN 2-253-17007-0)
- Dans le volume omnibus Serge Brussolo 2, Éditions du Masque, 2001  (ISBN 2-7024-3053-8)

## Adaptations en bande dessinée
- Jane Doe, Albin Michel, coll. « BD Haute Tension », 2003  (ISBN 2-226-13886-2)[1]

## Sources
- La Fille de la nuit, Librairie des Champs-Élysées, 1996
- Fiche wikipedia John Doe/Jane Doe